# Lawrenceburg (Indiana)
Lawrenceburg ist eine City im Südosten des US-Bundesstaats Indiana. Sie liegt am Ohio River im weiteren Einzugsbereich der Metropole Cincinnati (Ohio) und ist Kreisstadt (County Seat) von Dearborn County. Laut Volkszählung im Jahr 2020 lag die Bevölkerungsanzahl bei 5129 Einwohnern.

## Geografie

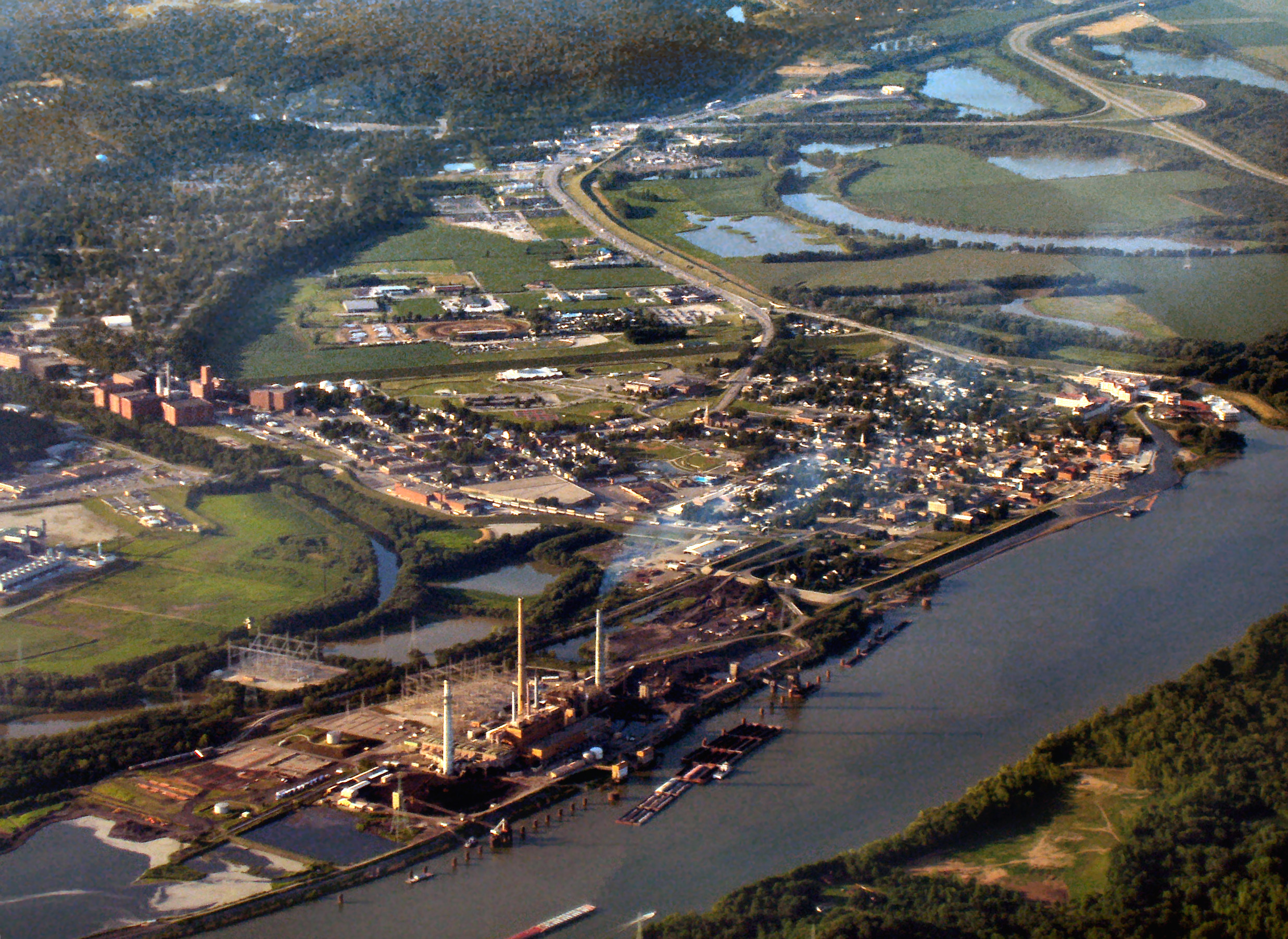
Luftaufnahme

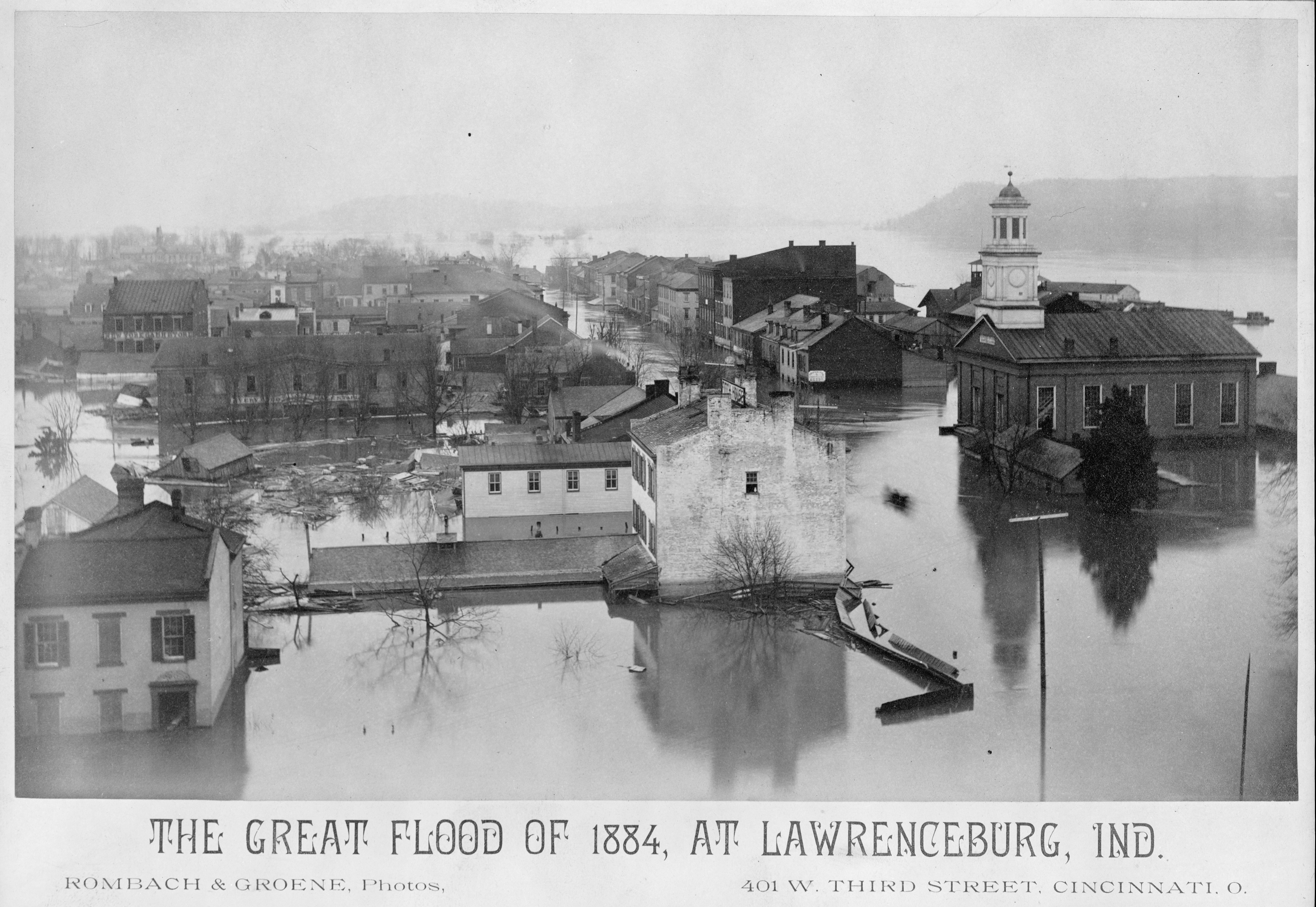
Lawrenceburg: Ohio-Flut 1884

Landschaftlich gesehen liegt Lawrenceburg im mittleren Abschnitt des Ohio-Flusstals. Die Landschaft ist flach und geht vom Ohio nach Norden in eine leicht gewellte, nicht mehr ganz so ebene Hügellandschaft über. Das Stadtzentrum wird von der Lage direkt am Ohio geprägt, dessen Lauf von Cincinnati flussabwärts einen Bogen Richtung Nordwest vollzieht und erst hinter Lawrenceburg wieder die für den weiteren Verlauf charakteristische West-Südwest-Hauptrichtung einnimmt. Geografisch-klimatisch befindet sich Lawrenceburg in einer Zone, die von Ohio-Hochwassern tangiert und deswegen mit Schutzdeichen versehen ist. Die Quadratkilometeranzahl beläuft sich auf 13,49, wovon 5,18 % Wasserfläche sind.
Von der Verwaltungsgliederung her befindet sich Lawrenceburg zweimal in einer südöstlichen Ecke: einmal innerhalb von Dearborn County und einmal innerhalb des Bundesstaats Indiana. Östlich der Stadt verläuft die Bundesstaatsgrenze zu Ohio; das Flussufer wiederum markiert die Grenze zum Bundesstaat Kentucky. Unmittelbare Nachbarstadt im Westen ist Aurora, Nachbarstadt im Nordosten Greendale. Die Entfernung zum flussaufwärts gelegenen Cincinnati beträgt in Luftlinie rund 30 Kilometer. Geografisch liegt Lawrenceburg grob in der Mitte zwischen Pittsburgh (wo sich die beiden Quellflüsse des Ohio vereinigen) und St. Louis (Einmündung des Missouri in den Mississippi). Die Entfernung beträgt in beide Richtungen grob 450 Kilometer Luftlinie; diejenige zu Cairo an der Mündung des Ohio in den Mississippi grob 370.

## Entwicklung
Die Stadt wurde 1802 gegründet. Maßgeblicher Hauptbegründer war Samuel C. Vance. Die Stadt entwickelte sich schnell zu einem Handelszentrum für den gesamten Südosten in Indiana. Begünstigt wurde diese Entwicklung von zwei Faktoren: a) der unmittelbaren Lage am Ohio River und dem frühen Ausbau der Eisenbahn. Die Lage am Ohio ermöglichte Flussschifffahrt mit Flachbooten und später auch mit Dampfschiffen. Mit geprägt wurde die Entwicklung der Stadt durch deutschsprachige Einwanderer, die sich im 19. Jahrhundert dort niederließen. Als durchaus auch negative Lagebeeinträchtigung erwies sich die unmittelbare Nähe zum Ohio, der in der Region regelmäßige Hochwasser verursachte und in dem Zug auch in Lawrenceburg mehrmalig zu Überschwemmungen führte – so beispielsweise in den Jahren 1884 und 1937.
Ein Großteil des Geschäftsviertels ist als National Historic District ausgewiesen und durchlief zu diesem Zweck entsprechende bauliche Restaurationsmaßnahmen.

## Demografie
Laut US-Zensus betrug die Einwohnerzahl im Jahr 2022 5192 Personen und verzeichnete gegenüber der Dezennialszählung 2020 einen leichten Anstieg. Die historischen Angaben – ausgehend von der ersten aus dem Jahr 1850 mit 2651 Einwohnern – verzeichnen einen Anstieg bis in die 1880er-Jahre (4688), einen bis in die 1920er-Jahre währenden Rückgang (auf 3466), einen erneuten Anstieg bis in die 1960er-Jahre, einen erneuten Rückgang bis zum Jahr 2000 und seither einen Anstieg von 4685 auf die heutige Zahl.
Die Bevölkerungszusammensetzung laut im März 2024 abgefragten Quick-Facts-Angaben des Zensus belief sich auf 25,1 % Personen unter 18 Jahren, 19,9 % Personen, die 65 Jahre oder älter sind und 55 % zwischen 18 und 65. Das Verhältnis Frauen zu Männer belief sich auf 51,2 % zu 48,8 %. Ethnisch ist die Bevölkerung überwiegend weiß (92,4 %); hinzu kommen jeweils 3,2 % Afroamerikaner und Latinos sowie 1,2 % Sonstige sowie Personen, die sich mehreren Ethnien zurechnen. Das durchschnittliche Median-Haushaltseinkommen betrug in den Jahren 2018 bis 2022 jeweils 41.557 US-Dollar jährlich; die Armutsquote den hierfür angesetzten Kriterien gemäß belief sich auf 20,4 %.

## Persönlichkeiten
- Henry Ward Beecher (1813–1887), Pfarrer und Abolitionist; hatte im Lawrenceburg der 1830er-Jahre seine erste Kirche.
- Henry G. Blasdel (1825–1900), der erste Gouverneur von Nevada, wurde in der Nähe von Lawrenceburg geboren.
- George P. Buell, Unionsgeneral während des Bürgerkriegs.
- Winfield T. Durbin (1847–1928), 25. Gouverneur von Indiana; geboren in Lawrenceburg.
- James B. Eads, Ingenieur und Erfinder; geboren in Lawrenceburg.
- Nick Goepper (* 1994), Freestyle-Skifahrer für das olympische Team der Vereinigten Staaten.
- James Henry Lane (1814–1866), Unionsgeneral während des Bürgerkriegs und US-Senator aus Kansas; geboren in Lawrenceburg.
- Billy McCool, MLB-All-Star-Pitcher; wuchs in Lawrenceburg auf.
- Albert G. Porter (1824–1897), 19. Gouverneur von Indiana von 1881 bis 1885.
- John Coit Spooner (1843–1919), Politiker und Anwalt aus Wisconsin, wurde in Lawrenceburg geboren.